# نوپسرها اینفنتولا
نوپسرها اینفَنتولا یک گونه سوسک از خانوادهٔ سوسک‌های شاخک‌دراز است. Ganglbauer در سال ۱۸۸۹ این گونه را توصیف و بررسی کرد و در ابتدا زیرگونهٔ Oberea محسوب می‌شد.

## انواع
- Nupserha infantula var. subvelutina Gressitt, 1937
- Nupserha infantula var. flavoantennalis Breuning, 1947
- Nupserha infantula var. flavoabdominalis Breuning, 1947
- Nupserha infantula var. thienmushana Breuning, 1960
- Nupserha infantula var. szetschuana Breuning, 1947